# Salto del tigre (sexo)

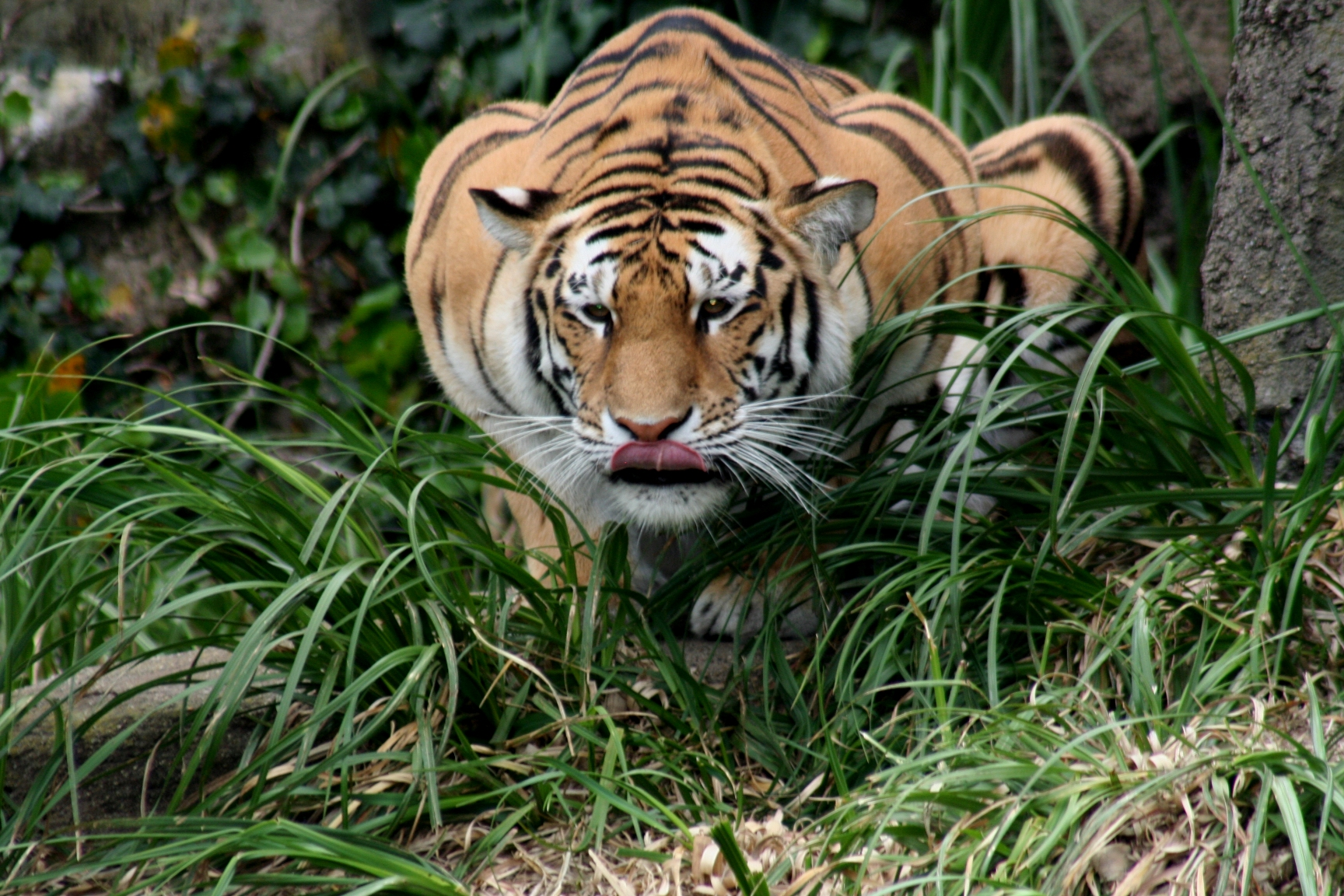
El mito recibe su nombre del salto que efectúan los tigres al emboscar a su presa.

El salto del tigre es una legendaria fantasía sexual en la que el varón se lanza desde cierta altura sobre la mujer acertando a penetrarla. Algunas fuentes lo relacionan con el lenguaje metafórico del Kama-sutra. La acción (la cual resulta imposible, pues se dañarían los genitales de ambos acróbatas) se suele adornar con algún salto mortal o similares movimientos de riesgo. Puede considerarse un mito contemporáneo y es muy habitual en chistes, bromas, etc. como muestra de ardor sexual en el varón.
También se usa en sentido figurado como proceso fabuloso o imposible.